# Haut-Mbomou

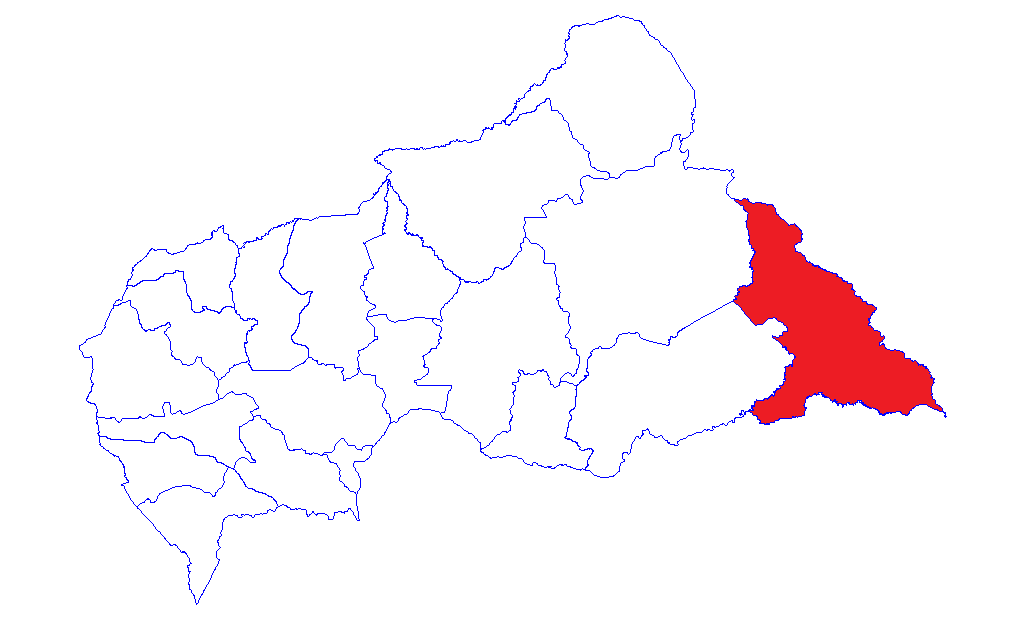
Localização de Haute-Mbomou

Haut-Mbomou (em português: "Alto Mbomou") é uma das 20 prefeituras da República Centro-Africana, tendo Obo como capital. A região abrange uma área de 55 530 km² e, de acordo com o último censo realizado em 2003, sua população era de 57 602 habitantes. Em 2024, estimativas oficiais apontam que a população chegou a 59 225 pessoas.